# Phlebotomus burneyi
Phlebotomus burneyi är en tvåvingeart som beskrevs av Lewis 1967. Phlebotomus burneyi ingår i släktet Phlebotomus och familjen fjärilsmyggor. Inga underarter finns listade i Catalogue of Life.